# Michail Astangov
Michail Fëdorovič Astangov, pseudonimo di M. F. Ružnikov, in russo Михаи́л Фёдорович Аста́нгов (Ружников) (Varsavia, 3 novembre 1900 – Mosca, 20 aprile 1965), è stato un attore sovietico.
Nel 1955 è stato qualificato come Artista del popolo dell'Unione Sovietica.

## Filmografia parziale
- Semja Oppengejm, regia di Grigorij Rošal' (1939)
- Minin e Požarskij, regia di Vsevolod Pudovkin (1939)
- Suvorov, regia di Vsevolod Pudovkin e Michail Doller (1941)
- Sekretar' rajkoma (Секретарь райкома), regia di Ivan Aleksandrovič Pyr'ev (1942)
- Gli assassini scendono in strada (Ubijcy vychodjat na dorogu), regia di Vsevolod Pudovkin e Jurij Tarič (1942)
- Junyj Fric, regia di Grigorij Kozincev e Leonid Trauberg (1943)
- Mečta, regia di Michail Romm (1943)
- La questione russa (Russkij vopros), regia di Michail Romm (1948)
- Tretij udar, regia di Igor' Savčenko (1948)
- La battaglia di Stalingrado (Stalingradskaja bitva I,II), regia di Vladimir Petrov (1949)
- Il fiorellino vermiglio (Alen'kij cvetoček), regia di Lev Atamanov (1952) - voce
- Sadko, regia di Aleksandr Ptuško (1953)
- Maksimka, regia di Vladimir Braun (1953)
- Knjažna Meri (Княжна Мери), regia di Isidor Markovič Annenskij (1955)
- Tajna večnoj noči (Тайна вечной ночи), regia di Abram Matveevič Room e Dmitrij Ivanovič Vasil'ev (1956)
- Giperboloid inženera Garina, regia di Aleksandr Gincburg (1965)
- Idu na grozu, regia di Sergej Mikaėljan (1966)